# 土地測量
土地測量，即透過應用测量学測量土地的數量、分佈和形勢等。

## 概述
透過利用測量學或者遙感技術來對不同的土地進行測量。測量的範圍包括土地数量、土地分布、土地形勢等，然後再進行繪圖。土地測量能再細分為：
- 地形测量
- 地籍测量
- 土地平整测量
- 土地利用率测量[1]

## 測量方法
土地測量的測量方法也不少，包括：
- 普通測量
- 航空攝影測量
- 遙感技術測量
- 地圖測量
- 工程測量
- 大地測量
- 控制測量
- 水文測量
- 攝影測量
- 地形測量[2]

### 製圖
土地測量完成後，通常會繪圖作參考及記錄。以下是一些繪圖方法：
- 數碼製圖
- 人工繪圖
- 電腦繪圖

## 用途
土地測量能規劃出基本地形圖以外，還能估算地區是否適居，作為建立防禦工事的地方是否合適等等。還有助鑑定土地價值，或立下法例。